# جسر الصدى
جسر الصدى هو جسر حجري تاريخي يمتد عبر نهر تشارلز بين بلدة نيدهام إلى قرية نيوتن أبر فولز في ولاية ماساتشوستس. في وقت بنائه بين عامي 1875-1877 كان ثاني أطول قوس للبناء في البلاد. أدرج في السجل الوطني للأماكن التاريخية في عام 1980، وتم تسميته كمعلم أمريكي للمياه في عام 1981.

## وصف

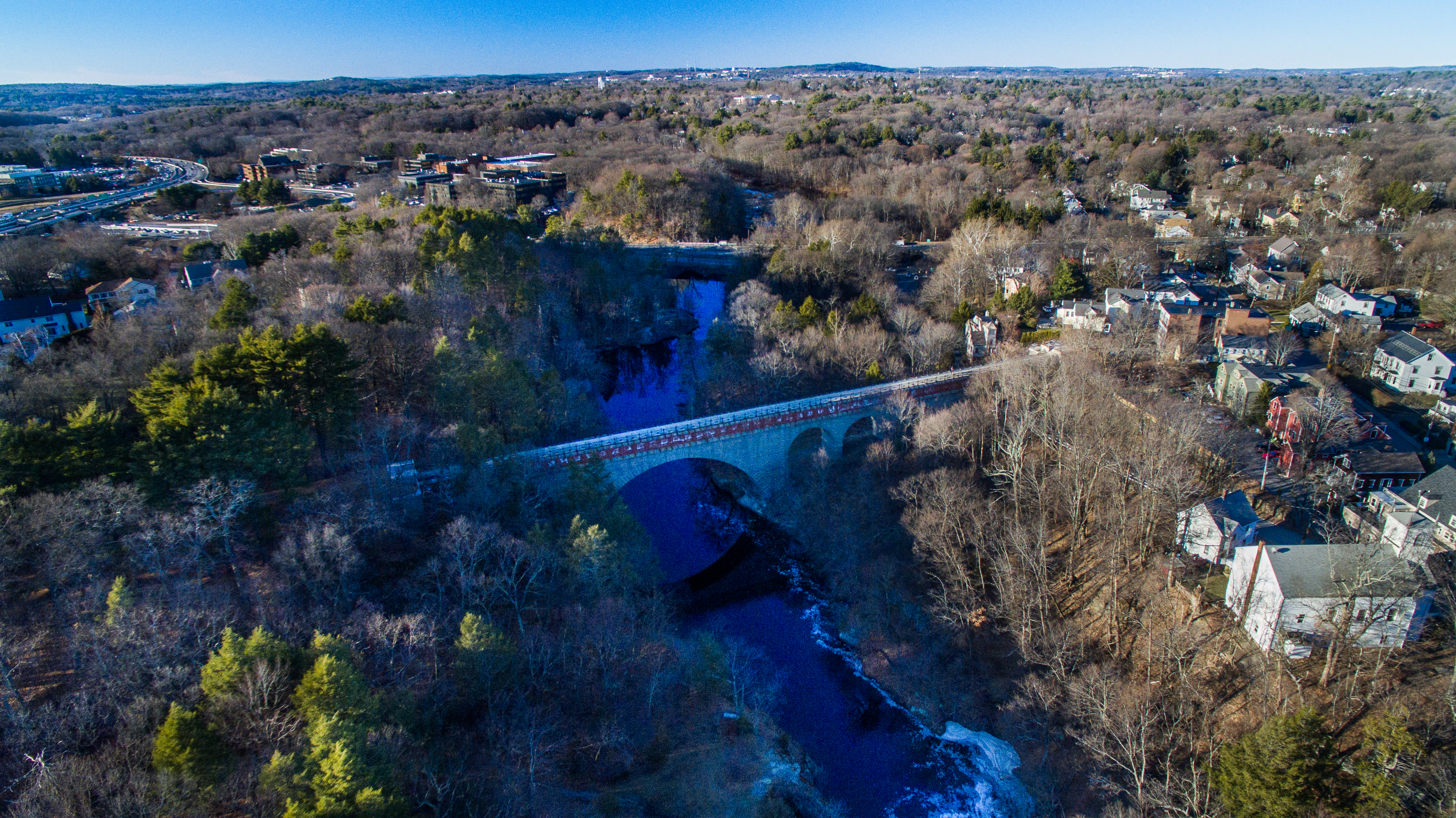
صورة جوية لجسر الصدى في نيوتن ، ماساتشوستس

الجسر بطول 500 قدم (150 م)، ويتكون من من سبعة أقواس. تتكون أسس الجسر من الجرانيت القائم على حجر الأساس. خضع لعمليات تجديد واسعة النطاق في عام 2006 وأغلق أبوابه أمام الجمهور طوال معظم العام إلى أن أعيد فتحه.

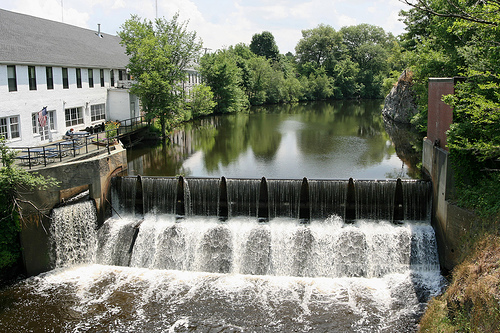
الشلالات المتاخمة لجسر الصدى

## روابط خارجية
- أصدقاء هملوك جورج
- Hemlock Gorge Reservers المحافظون نيوتن
- العلم وراء صدى القوس
- Echo Bridge
- U.S. Geological Survey Geographic Names Information System: جسر الصدى